# Sata Isobe
Sata Isobe, coniugata Maruyama (磯辺サタ?, Isobe Sata; 19 dicembre 1944 – Osaka, 18 dicembre 2016), è stata una pallavolista giapponese, componente della squadra delle Streghe orientali, vincitrici del campionato mondiale del 1962 e delle Olimpiadi di Tokyo nel 1964..

## Biografia
The Sankei News riporta che Isobe ha perso i suoi genitori nella seconda guerra mondiale.
È morta il 18 dicembre 2016 a 72 anni. Secondo il figlio Shigemori Maruyama (nuotatore per il Giappone ai Giochi Olimpici di Seoul del 1988), quella domenica era stata portata d'urgenza in ospedale dopo un incidente domestico. Japan Volleyball Association ha dato per prima la notizia dal proprio account Twitter.

## Carriera

### Club
.

### Nazionale
Nel 1962 a Mosca, aveva giocato per il Giappone al Campionato mondiale FIVB. A 20 anni era la giocatrice più giovane della squadra della nazionale giapponese alle Olimpiadi di Tokyo 1964. Si è ritirata dalle competizioni nel 1965, ad un anno dopo l'oro olimpico a Tokyo.